# Харитонова, Ольгерта Владиславовна
Ольгерта Владиславовна Харитонова (род. 30 марта 1959, Лысьва, Пермская область, РСФСР, СССР) — российский общественный деятель, феминистка, философ, участница ЛГБТ-движения России. Выступает за права женщин, развивает философскую составляющую феминистской теории. Кандидат философских наук.
Также известна как прозаик и публицистка под псевдонимом Ольга Герт.

## Биография
Родилась в семье советских инженеров. Училась в школе № 1 им. Энгельса г. Челябинск. Окончила Пермский строительный техникум, отделение «Архитектура», затем — Философский факультет Московского Государственного Университета. В 1995 году защитила кандидатскую диссертацию по философии смерти в Уральском государственном университете им. А. М. Горького.
Преподавала философию в Уманском государственном педагогическом университете им. Павла Тычины (Украина), Челябинском государственном университете, Челябинском Юридическом институте МВД России.
В 1998 году переехала в Москву, где занимается общественной деятельностью и публицистикой.

## Общественная деятельность

### Журнал «Остров»
Создательница и редактор самиздат-журнала «Остров», который начала выпускать с 1999 года под псевдонимом Ольга Герт. Журнал характеризовался его создательницей как «радикально-феминистский художественно-публицистический».
Целью журнала было заявлено «ознакомление с лесбийской субкультурой, повышению самооценки лесбиянок», содействие «их позитивному самовосприятию и положительному взгляду на отношения между женщинами». Журнал способствовал сплочению ЛГБТ-сообщества и, наряду с другими изданиями, поддерживал видимость лесбийской субкультуры, помогал воспитанию в обществе толерантного отношения к ней и преодолению «заговора молчания».
Материалы журнала составляли «тексты, написанные самими лесбиянками, тексты для лесбиянок и тексты, освещающие жизнь ЛГБТ-сообщества в целом».
Тем не менее, выпускающим редакторам «не хотелось ограничивать тематику проблемами лишь сексуальной ориентации». В журнале публиковались также феминистские тексты широкой направленности, рассказывающие «о проблемах, с которыми может столкнуться любая женщина».
Журнал выходил каждые три месяца в формате А5, в среднем по 44 страницы в номере. Тираж — 200 экземпляров.
Помимо самого журнала, с 2000 года выходили Литературные приложения к нему, где публиковались произведения, не укладывающиеся в основной формат.
Последний выпуск № 61 вышел в декабре 2014 года.
За 15 лет существования проекта были выпущены 61 номер журнала и 35 Литературных приложений.
Комплекты выпусков журнала «Остров» есть в Государственной публичной исторической библиотеке России, в Международном историко-просветительском, благотворительном и правозащитном обществе «Мемориал», в Архиве лесбиянок и геев в Москве, в Женской библиотеке города Глазго (Шотландия), в библиотеке Schwules Museum в Берлине (Германия), в лесбийском архиве и библиотеке Spinnboden в Берлине, в библиотеке Калифорнийского университета в Беркли.

### Проект «Школа феминизма»
С 2011 года Харитонова больше уделяет внимания феминистской теории. Следствием этого растущего интереса становится основание «Школы феминизма» — «открытого самообразовательного проекта женщин для женщин». В рамках проекта в 2011—2014 годах проходили живые встречи и обсуждения феминистских тем на разных площадках Москвы. С 2014 года «Школа феминизма» существует только как онлайновое сообщество феминисток с основной информационной площадкой на базе группы в социальной сети ВКонтакте.

### Блог
В 2009—2016 годах вела просветительский блог на платформе Livejournal.

## Основные публикации

### «Манифест Феминистского движения России»
В 2014 году опубликовала книгу «Манифест Феминистского движения России», где выдвигаются феминистские требования к изменению ситуации в РФ, постепенному переходу от общества, основанного на патриархатных принципах, через правовое государство, чтящее права и свободы граждан, к построению качественно нового общественного устройства, базирующегося на феминистских принципах отношений.
В первой части книги описывается история развития идей феминизма. Во второй части рассматриваются проявления и причины кризиса патриархального общественного строя. В заключительной третьей части выдвигаются актуальные требования феминистского сообщества к властям.
Помимо собственно Манифеста в книге опубликована статья «Феминизм на Руси», в которой прослеживается развитие Женского движения в России, идущее параллельно с социальными изменениями в стране.

### «Женщины. Разговор не о мужчинах»
Книга была написана в соавторстве с Лолитой Агамаловой и выпущена в 2016 году издательством АСТ.
Согласно авторской аннотации,
Эта книга — пособие для начинающих по формированию феминистского взгляда. В ней разные женщины ведут речь о сексизме и культуре насилия — двух китах "мужского мира", в котором мы все живем, а также о феминизме как его альтернативе. Сексизм начинается с невинного утверждения "Ты же девочка!", затем через гендерные стереотипы, обесценивание, объективацию, миф о красоте он приводит к мизогинии, трудовой дискриминации и ограничению репродуктивных прав.

## Философские взгляды
В своих взглядах придерживается воззрений радикального феминизма, его так называемого «культурного крыла», которое утверждает различие в ценностных ориентирах у женщин и мужчин. Развивает концепцию гинакси («женские» ценности) и андракси («мужские» ценности). Выступает с критикой квир-теории и считает, что не следует однозначно отказываться от эссенциализма.
«Я считаю, что идеология радикального феминизма как нельзя лучше подходит для решения многих проблем лесбиянок», — подчеркивает Герт и продолжает:  «С моей точки зрения радикальный феминизм, во-первых, предполагает признание абсолютного приоритета женских ценностей перед мужскими, а во-вторых, преобразование патриархатного общества в матриархатное, и, наконец, в-третьих, установление толерантного отношения к лесбийской автономности».
На платформе syg.ma публикует под хэштегом #сгинь_патриархат статьи, в которых разрабатывает свою концепцию возникновения патриархата, его основ, причин кризиса и проявления «упадка фаллогоцентрической цивилизации». Пишет о насилии в отношении женщин, говорит о его «бесконечности и банальности».